# علی خان محتشم‌الدوله
علی خان محتشم‌الدوله از اعیان کرمان و برادر مرتضی‌قلی خان وکیل‌الملک بود.
محتشم‌الدوله سال‌ها در شهرهای مختلف کرمان حکمرانی کرد و بارها نیز نایب‌الحکومه برادرش بود. او پس از کناره‌گیری از امور دولتی تا پایان عمر در کرمان می‌زیست و مورد احترام اهالی آن سامان بود. از او دو پسر به نام‌های ابوالفتح و امیر اسفندیاری باقی ماند.